# First Division 1909-1910
La First Division 1909-1910 è stata la 22ª edizione della massima serie del campionato inglese di calcio, disputato tra il 1º settembre 1909 e il 30 aprile 1910 e concluso con la vittoria dell'Aston Villa, al suo sesto titolo.
Capocannoniere del torneo è stato Jack Parkinson (Liverpool) con 30 reti.

## Squadre partecipanti
| Club              | Stagione | Città               | Stadio                                                                 | Stagione precedente                   |
| ----------------- | -------- | ------------------- | ---------------------------------------------------------------------- | ------------------------------------- |
| Aston Villa       | dettagli | Birmingham          | Villa Park                                                             | 7º posto in First Division            |
| Blackburn         | dettagli | Blackburn           | Ewood Park                                                             | 4º posto in First Division            |
| Bolton            | dettagli | Bolton              | Burnden Park                                                           | 1º posto in Second Division, promosso |
| Bradford City     | dettagli | Bradford            | Valley Parade                                                          | 18º posto in First Division           |
| Bristol City      | dettagli | Bristol             | Ashton Gate Stadium                                                    | 8º posto in First Division            |
| Bury              | dettagli | Bury                | Gigg Lane                                                              | 17º posto in First Division           |
| Chelsea           | dettagli | Londra              | Stamford Bridge                                                        | 11º posto in First Division           |
| Everton           | dettagli | Liverpool           | Goodison Park                                                          | 2º posto in First Division            |
| Liverpool         | dettagli | Liverpool           | Anfield                                                                | 16º posto in First Division           |
| Manchester Utd    | dettagli | Manchester          | Bank Street (Fino all 22 gennaio) Old Trafford (Dal 23 gennaio in poi) | 13º posto in First Division           |
| Middlesbrough     | dettagli | Middlesbrough       | Ayresome Park                                                          | 9º posto in First Division            |
| Newcastle Utd     | dettagli | Newcastle upon Tyne | St James' Park                                                         | 1º posto in First Division            |
| Nottingham Forest | dettagli | Nottingham          | City Ground                                                            | 14º posto in First Division           |
| Notts County      | dettagli | Nottingham          | Trent Bridge                                                           | 15º posto in First Division           |
| Preston N.E.      | dettagli | Preston             | Deepdale                                                               | 10º posto in First Division           |
| Sheffield Utd     | dettagli | Sheffield           | Bramall Lane                                                           | 12º posto in First Division           |
| Sheffield Weds    | dettagli | Sheffield           | Hillsborough Stadium                                                   | 5º posto in First Division            |
| Sunderland        | dettagli | Sunderland          | Roker Park                                                             | 3º posto in First Division            |
| Tottenham         | dettagli | Londra              | White Hart Lane                                                        | 2º posto in Second Division, promosso |
| Woolwich Arsenal  | dettagli | Londra              | Manor Ground                                                           | 6º posto in First Division            |

## Classifica finale
|       | Pos. | Squadra           | Pt | G  | V  | N  | P  | GF | GS | Med   |
| ----- | ---- | ----------------- | -- | -- | -- | -- | -- | -- | -- | ----- |
|       | 1.   | Aston Villa       | 53 | 38 | 23 | 7  | 8  | 84 | 42 | 2.000 |
|       | 2.   | Liverpool         | 48 | 38 | 21 | 6  | 11 | 78 | 57 | 1.368 |
|       | 3.   | Blackburn         | 45 | 38 | 18 | 9  | 11 | 73 | 55 | 1.327 |
| [ 2 ] | 4.   | Newcastle Utd     | 45 | 38 | 19 | 7  | 12 | 70 | 56 | 1.250 |
|       | 5.   | Manchester Utd    | 45 | 38 | 19 | 7  | 12 | 69 | 61 | 1.131 |
|       | 6.   | Sheffield Utd     | 42 | 38 | 16 | 10 | 12 | 62 | 41 | 1.512 |
|       | 7.   | Bradford City     | 42 | 38 | 17 | 8  | 13 | 64 | 47 | 1.362 |
|       | 8.   | Sunderland        | 41 | 38 | 18 | 5  | 15 | 66 | 51 | 1.294 |
|       | 9.   | Notts County      | 40 | 38 | 15 | 10 | 13 | 67 | 59 | 1.136 |
|       | 10.  | Everton           | 40 | 38 | 16 | 8  | 14 | 51 | 56 | 0.911 |
|       | 11.  | Sheffield Weds    | 39 | 38 | 15 | 9  | 14 | 60 | 63 | 0.952 |
|       | 12.  | Preston N.E.      | 35 | 38 | 15 | 5  | 18 | 52 | 58 | 0.897 |
|       | 13.  | Bury              | 33 | 38 | 12 | 9  | 17 | 62 | 66 | 0.939 |
|       | 14.  | Nottingham Forest | 33 | 38 | 11 | 11 | 16 | 54 | 72 | 0.750 |
|       | 15.  | Tottenham         | 32 | 38 | 11 | 10 | 17 | 53 | 69 | 0.768 |
|       | 16.  | Bristol City      | 32 | 38 | 12 | 8  | 18 | 45 | 60 | 0.750 |
|       | 17.  | Middlesbrough     | 31 | 38 | 11 | 9  | 18 | 56 | 73 | 0.767 |
|       | 18.  | Woolwich Arsenal  | 31 | 38 | 11 | 9  | 18 | 37 | 67 | 0.552 |
|       | 19.  | Chelsea           | 29 | 38 | 11 | 7  | 20 | 47 | 70 | 0.671 |
|       | 20.  | Bolton            | 24 | 38 | 9  | 6  | 23 | 44 | 71 | 0.620 |

Legenda:
      Campione d'Inghilterra.
      Retrocessa in Second Division.
Regolamento:
Due punti a vittoria, uno a pareggio, zero a sconfitta.
A parità di punti le squadre venivano classificate secondo il quoziente reti.

## Risultati

### Tabellone
|                  | Ast  | Bla  | Bol  | Bra  | Bri  | Bry  | Che  | Eve  | Liv  | MaU  | Mid  | New  | NmF  | NtC  | Pre  | ShU  | ShW  | Sun  | Tot  | Woo  |
| ---------------- | ---- | ---- | ---- | ---- | ---- | ---- | ---- | ---- | ---- | ---- | ---- | ---- | ---- | ---- | ---- | ---- | ---- | ---- | ---- | ---- |
| Aston Villa      | –––– | 4-3  | 3-1  | 3-1  | 1-0  | 4-1  | 4-1  | 3-1  | 3-1  | 7-1  | 4-2  | 4-0  | 0-0  | 1-1  | 3-0  | 2-1  | 5-0  | 3-2  | 3-2  | 5-1  |
| Blackburn        | 3-2  | –––– | 4-2  | 2-0  | 5-2  | 5-1  | 1-0  | 2-1  | 1-1  | 3-2  | 1-1  | 2-0  | 2-2  | 2-0  | 2-2  | 3-1  | 0-0  | 0-0  | 2-0  | 7-0  |
| Bolton           | 1-2  | 1-2  | –––– | 1-1  | 4-2  | 1-3  | 5-2  | 0-1  | 1-2  | 2-3  | 1-1  | 0-4  | 2-1  | 3-4  | 3-1  | 1-0  | 0-1  | 2-1  | 0-2  | 3-0  |
| Bradford City    | 1-2  | 2-0  | 1-0  | –––– | 3-1  | 0-0  | 4-1  | 2-0  | 1-2  | 0-2  | 4-1  | 3-3  | 1-1  | 2-1  | 2-0  | 2-0  | 2-0  | 3-1  | 5-1  | 0-1  |
| Bristol City     | 0-0  | 2-2  | 1-0  | 2-0  | –––– | 1-1  | 1-0  | 3-1  | 0-1  | 2-1  | 4-1  | 0-3  | 4-0  | 3-1  | 2-0  | 0-2  | 1-1  | 2-3  | 0-0  | 0-1  |
| Bury             | 0-2  | 2-1  | 1-2  | 3-4  | 1-2  | –––– | 4-2  | 2-2  | 1-2  | 1-1  | 2-1  | 1-2  | 4-1  | 1-1  | 3-1  | 2-0  | 3-2  | 0-1  | 3-1  | 1-2  |
| Chelsea          | 0-0  | 3-1  | 3-2  | 0-3  | 4-1  | 2-0  | –––– | 0-1  | 2-1  | 1-1  | 2-1  | 2-1  | 0-1  | 2-2  | 2-0  | 2-2  | 4-1  | 1-4  | 2-1  | 0-1  |
| Everton          | 0-0  | 0-2  | 3-1  | 1-1  | 1-0  | 3-0  | 2-2  | –––– | 2-3  | 3-3  | 1-1  | 1-4  | 0-4  | 2-0  | 2-1  | 1-2  | 1-1  | 2-1  | 4-2  | 1-0  |
| Liverpool        | 2-0  | 3-1  | 3-0  | 1-0  | 0-1  | 2-2  | 5-1  | 0-1  | –––– | 3-2  | 0-0  | 6-5  | 7-3  | 2-1  | 2-0  | 0-0  | 3-1  | 1-4  | 2-0  | 5-1  |
| Manchester Utd   | 2-0  | 2-0  | 5-0  | 1-0  | 2-1  | 2-0  | 2-0  | 3-2  | 3-4  | –––– | 4-1  | 1-1  | 2-6  | 2-1  | 1-1  | 1-0  | 0-3  | 2-0  | 5-0  | 1-0  |
| Middlesbrough    | 3-2  | 1-3  | 1-2  | 3-7  | 0-0  | 0-5  | 0-1  | 1-1  | 2-2  | 1-2  | –––– | 1-1  | 2-1  | 2-0  | 1-0  | 0-2  | 4-0  | 3-2  | 4-3  | 5-2  |
| Newcastle Utd    | 1-0  | 4-1  | 1-0  | 1-0  | 3-1  | 2-2  | 1-0  | 1-2  | 1-3  | 3-4  | 2-0  | –––– | 1-2  | 1-3  | 5-2  | 0-0  | 3-1  | 1-0  | 1-0  | 1-1  |
| Nottingam Forest | 1-4  | 0-4  | 2-0  | 1-1  | 0-0  | 3-3  | 0-0  | 1-0  | 1-4  | 2-0  | 0-1  | 0-1  | –––– | 2-1  | 0-0  | 2-3  | 0-6  | 1-3  | 2-2  | 1-1  |
| Notts County     | 2-3  | 2-2  | 0-0  | 3-2  | 0-2  | 3-1  | 2-1  | 2-3  | 3-1  | 3-2  | 2-1  | 2-2  | 4-1  | –––– | 3-1  | 1-2  | 0-0  | 1-1  | 3-0  | 5-1  |
| Preston N.E.     | 1-0  | 3-2  | 1-0  | 2-2  | 3-0  | 2-1  | 2-0  | 0-1  | 2-0  | 1-0  | 1-0  | 4-0  | 0-1  | 4-0  | –––– | 1-1  | 1-0  | 1-0  | 4-1  | 3-4  |
| Sheffield Utd    | 0-1  | 3-0  | 2-2  | 1-2  | 4-0  | 2-0  | 0-0  | 3-0  | 4-2  | 0-1  | 2-0  | 4-0  | 1-4  | 2-2  | 5-1  | –––– | 3-3  | 3-0  | 1-1  | 2-0  |
| Sheffield Weds   | 3-2  | 2-1  | 0-0  | 2-1  | 2-0  | 1-4  | 4-1  | 1-3  | 3-0  | 4-1  | 1-5  | 3-1  | 4-3  | 0-0  | 4-1  | 1-3  | –––– | 1-0  | 1-1  | 1-1  |
| Sunderland       | 1-1  | 0-0  | 3-0  | 3-0  | 4-0  | 2-3  | 4-0  | 0-1  | 2-1  | 3-0  | 2-2  | 0-2  | 2-1  | 0-3  | 2-1  | 1-0  | 2-0  | –––– | 3-1  | 6-2  |
| Tottenham        | 1-1  | 4-0  | 1-1  | 0-0  | 3-2  | 1-0  | 2-1  | 3-0  | 1-0  | 2-2  | 1-3  | 0-4  | 2-2  | 1-3  | 2-1  | 2-1  | 3-0  | 5-1  | –––– | 1-1  |
| Woolwich Arsenal | 1-0  | 0-1  | 2-0  | 0-1  | 2-2  | 0-0  | 3-2  | 1-0  | 1-1  | 0-0  | 3-0  | 0-3  | 0-1  | 1-2  | 1-3  | 0-0  | 0-1  | 1-2  | 1-0  | –––– |